# Пневматическая химия

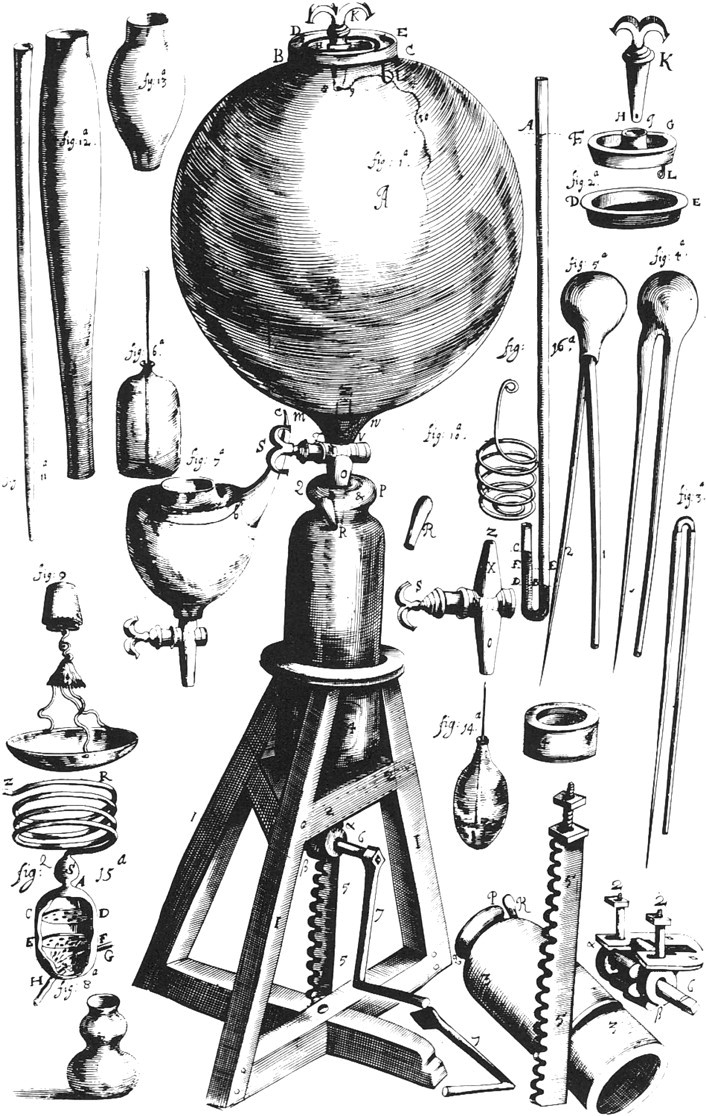
Воздушный насос Р. Бойля

Пневматическая химия (пневматология) (от греч. πνεῦμα — дыхание, дуновение, дух) — название химии газов, применявшееся в конце XVIII — начале XIX вв. В настоящее время используется исключительно как исторический термин, характеризующий ранний период химического исследования газов.

## Становление

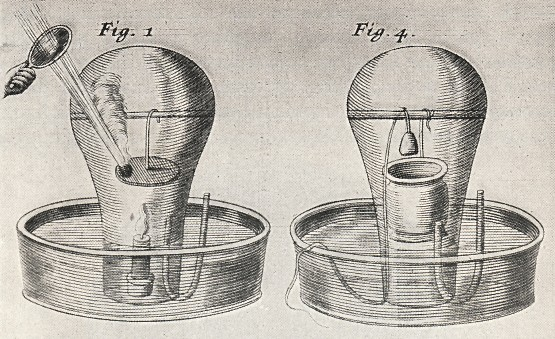
Опыт Джона Мейоу по изучению горения

До середины XVII века газы ещё не различались и считались лишь разными видами воздуха. Фламандский химик Ян Ван-Гельмонт, по-видимому, первый показал, что следует признать существование ряда различных воздухообразных тел, которые он назвал газами (франц. gaz, от греч. chaos — хаос). Он положил основание пневматической химии своими наблюдениями над образованием непохожего на воздух «лесного газа» (gas sylvestre) при действии кислот на известняк, при брожении молодого вина, при горении угля.
После Ван-Гельмонта изучением газов занимались отдельные исследователи. Жан Рэ ещё в 1630 году предположил участие воздуха при обжиге металлов. Роберт Бойль, основоположник экспериментального подхода к определению элементов, сконструировал один из первых воздушных насосов и открыл с его помощью в 1660 году газовый закон, носящий теперь его имя. В 1665 году Роберт Гук в работе «Микрография» также предположил наличие в воздухе особого вещества, подобного веществу, содержащемуся в связанном состоянии в селитре. Дальнейшее развитие эти взгляды получили в книге «О селитре и воздушном спирте селитры», написанной в 1669 году английским химиком Джоном Мейоу. Мейоу, проведя знаменитые опыты с горящей свечой под колоколом, пытался доказать, что в воздухе содержится особый газ (spiritus nitroaëreus), поддерживающий горение и необходимый для дыхания.
Формирование во второй половине XVII века флогистонной теории — первой научной теории химии — послужило мощным стимулом
развития количественных исследований, без которых было невозможно экспериментальное подтверждение гипотезы о химических элементах. Важным следствием появления флогистонной теории явилось активное изучение химиками газов вообще и газообразных продуктов горения в частности. Факт того, что воздух легко сжимается, стал несомненным доводом в пользу возрождения атомистических представлений и уже первые эксперименты с газообразными веществами привели к гипотезе о дискретном (корпускулярном, от лат. corpuscula — частица) строении вещества.

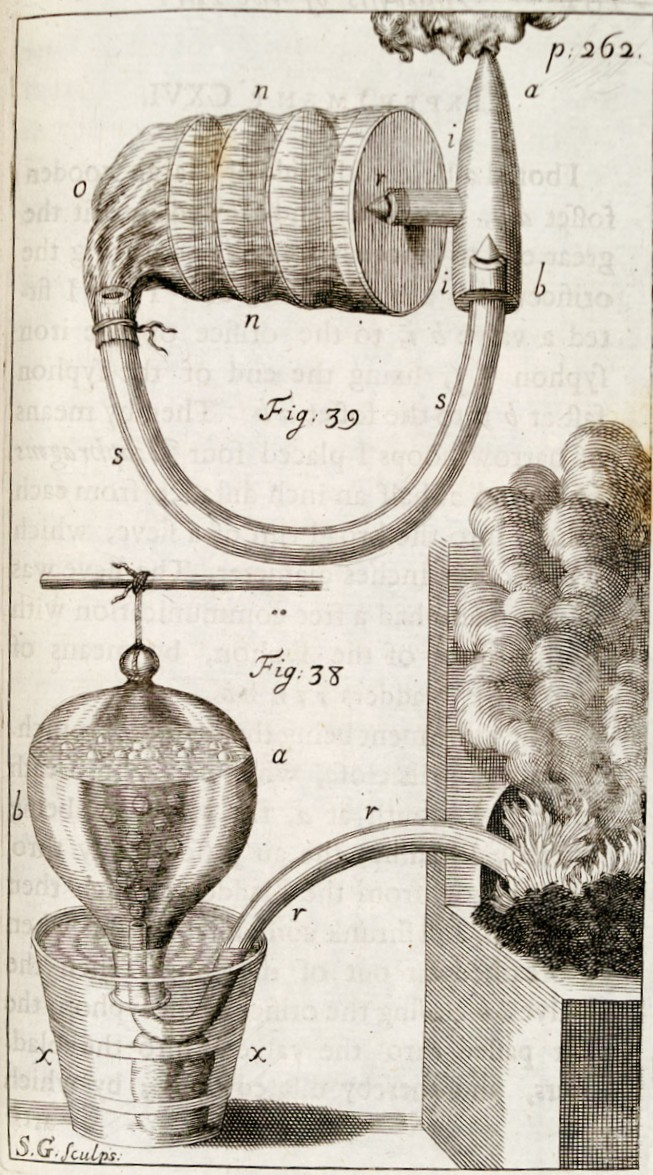
Приборы Стивена Хейлза для сбора воздуха и пневматическая ванна (1727)

В начале XVIII в. химики не проявляли особого интереса к изучению газов. Основной причиной этого было отсутствие в их распоряжении удобных методов получения, собирания и исследования свойств отдельных газов. Однако некоторые ученые все же пытались исследовать свойства известных в то время газов, применяя воздушный насос Бойля и примитивные приспособления для собирания выделяющихся в различных процессах газов. Так, Михаил Ломоносов, изучавший механизм растворения металлов в кислотах, получил при растворении меди в азотной кислоте оксиды азота и описал некоторые свойства этого газа. Для собирания газа он пользовался бычьим пузырем.
Важный шаг в начале XVIII века по преодолению экспериментальных затруднений был сделан английским химиком Стивеном Гейлсом, который изобрёл «пневматическую ванну» — прибор для улавливания газов, выделяющихся при разложении веществ, который представлял собой сосуд с водой, погруженный вверх дном в ванну с водой. Тем самым исследователи получили важнейший инструмент для выделения, идентификации и изучения различных летучих веществ.

## Открытие и исследования газов во второй половине XVIII века
Начало пневматической химии было положено работами английского учёного Джозефа Блэка. Блэк установил (1756), что при нагревании белой магнезии из неё выделяется газ и образуется с потерей массы жжёная магнезия. На основе этих опытов Блэк сделал вывод, что в состав мягких щелочей (углекислых солей) входит некий «связанный воздух», позже названный углекислым газом. Блэк открыл также реакцию поглощения углекислого газа «известковой водой». Отсюда возникло представление, что благодаря определённым воздействиям можно выделить отдельные газы из их смесей. Этот опыт явился важнейшей предпосылкой для возникновения газового анализа. Кроме того, Блэк обнаружил возможность определения массы газообразных веществ при рассмотрении их соединений, находящихся в твердом состоянии.

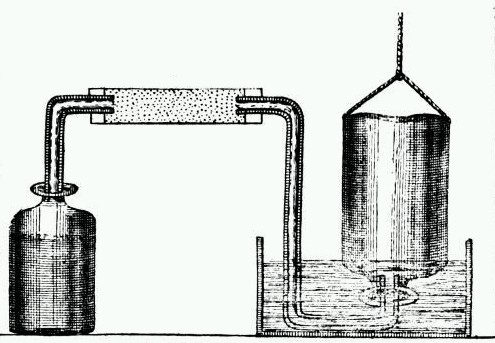
Прибор Г. Кавендиша для получения и собирания водорода

Открытие способов получения минеральных кислот (прежде всего, серной и соляной) в XVII веке положило начало наблюдениям за выделением некоего «воздуха» при действии кислот на железо и другие металлы. Исследователем впервые описавшем природу этого газа стал английский ученый Генри Кавендиш. В 1766 году Кавендиш опубликовал работу «Искусственный воздух», где сообщалось об открытии «горючего воздуха» (водорода), а также описывались методики собирания, очистки и изучения газов. Кавендишу удалось получить в чистом виде водород и углекислый газ, установить их относительную плотность и другие свойства.
В 1781 году Кавендиш определил состав воздуха, а в 1784 г., сжигая водород, установил качественный состав воды, опровергнув представления об её элементарности (неразложимости на более простые вещества). В своих исследованиях Кавендиш применил новый метод — действие электрического разряда на смеси газов в изолированных от воздуха стеклянных сосудах. Именно так Кавендиш впервые получил воду из смеси водорода и кислорода. В 1785 году Кавендиш обратил внимание на пузырьки «остаточного воздуха» (1/120 первоначального объёма), который не изменялся под действием электричества (лишь в 1894 году лорд Рэлей установил, что «остаточный воздух» — это инертный газ аргон). Вывод о том, что «горючий воздух» представляет собой простое вещество, был сделан в 1784 году французским химиком Антуаном Лавуазье. Он же впервые получил его из воды и дал этому веществу название Hydrogenium (водород).

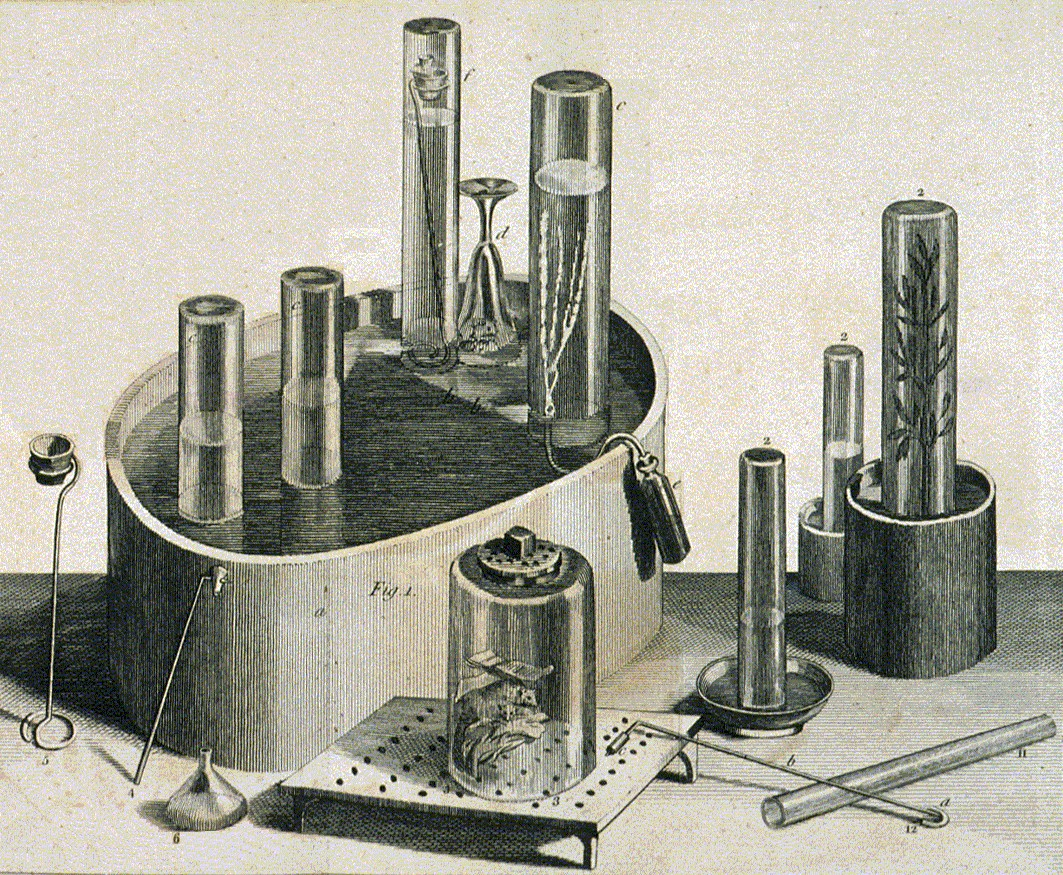
Приборы Дж. Пристли для исследования газов

Больших успехов в выделении газов и изучении их свойств достиг протестантский священник Джозеф Пристли. Близ Лидса, где он служил, находился пивоваренный завод, откуда можно было получать в больших количествах «связанный воздух» для проведения опытов. Пристли обнаружил, что газы могут растворяться в воде, и предложил собирать их не над водой, а над ртутью. Так он сумел собрать и изучить «веселящий газ», аммиак, хлороводород, диоксид серы. В 1774 году Пристли сделал самое важное своё открытие — кислород: нагревая красный оксид ртути, он выделил газ, в котором вещества горели особенно ярко. Будучи сторонником теории флогистона, он назвал этот газ «дефлогистированным воздухом». Газ, открытый Пристли, казался антиподом химически инертного «флогистированного воздуха» (азота), выделенного в 1772 году английским химиком Даниэлем Резерфордом.

Из большей силы и яркости пламени свечи в этом чистом воздухе можно заключить, что он (полученный Пристли газ) может быть особенно полезен для лёгких в некоторых болезненных случаях. Я имел возможность испытать его эффект на себе, вдыхая значительное количество его через трубку. Это дало мне замечательное ощущение свободы и лёгкости в груди. Кто бы мог отрицать, что когда-нибудь этот чистый воздух станет модным средством для развлечений? До сих пор, однако, только две мыши и я сам имели привилегию дышать им.
Я не могу не польстить сам себе, что, в своё время применение этих разнообразных видов газов станет широко использоваться в медицине— Пер. по 
Следует отметить, что свойства газа, выделенного Пристли, ещё в 1771 году описал шведский химик Карл Вильгельм Шееле, получивший его разложением селитры, но его сообщение по небрежности издателя появилось в печати лишь в 1777. Шееле назвал этот газ «огненным воздухом» и сообщил о своём опыте Лавуазье. Шееле использовал для улавливания газов дыхательные пузыри крупных рыб. Лишь необычайные способности Шееле как экспериментатора позволили ему с помощью этой примитивной техники совершить также такие выдающиеся открытия, как обнаружение хлора (1774) и сероводорода (1776).

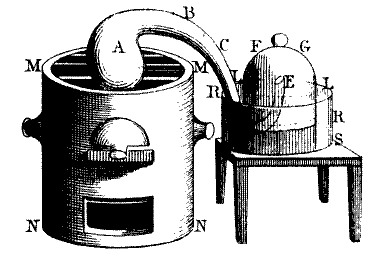
Эксперимент Лавуазье по выделению кислорода из воздуха

Важным этапом, который способствовал открытию кислорода, были работы французского химика Пьера Байена, который опубликовал работы по окислению ртути и последующему разложению её оксида (1784).
Наконец, окончательно разобрался в природе полученного газа А. Лавуазье, воспользовавшийся информацией от Пристли и Шееле. Прибегая в своих исследованиях постоянно к точному взвешиванию, Лавуазье показал, что при процессе горения вещество не выделяется из горящего тела, а присоединяется к нему. Установив свой новый взгляд на процессы горения и окисления (работы 1775—1789 гг.), Лавуазье вместе с тем правильно понял состав воздуха. Путём анализа и синтеза он показал, что воздух есть смесь двух газов: один из них — есть газ, преимущественно поддерживающий горение, «здоровый (salubre) воздух, чистый воздух, жизненный воздух, кислород», как последовательно называл его сам Лавуазье, другой газ — нездоровый воздух (moffette), или азот. Его работа имела громадное значение, потому что благодаря ей была ниспровергнута господствовавшая в то время и тормозившая развитие химии флогистонная теория.
Лавуазье также предположил (1778), что наличие в составе вещества кислорода обусловливает его кислотные свойства (именно эта гипотеза дала название кислороду как химическому элементу). Факт получения водорода (горючего воздуха) и кислорода (чрезвычайно чистого воздуха) из воды был установлен в 1783 году знаменитым изобретателем паровой машины Джеймсом Уаттом. В том же году Лавуазье проверил опыты Кавендиша и Пристли и уже вполне определённо заявил, что вода не есть элемент, но она может быть разложена и вновь соединена. Уатт узнал об этом объяснении Лавуазье и с чувством глубокой обиды написал одному из своих друзей:

Лавуазье знал о моей теории, но не упомянул ни в малейшей степени обо мне. Богатым людям дозволено совершать низкие дела. — Цит. по 
За последнюю четверть века химия обогатилась открытием различных газообразных веществ, среди которых так и не было найдено вещества, идентичного флогистону. Таким образом, к концу XVIII века произошёл переворот в теоретических взглядах химиков, обычно называемый «химической революцией». Открытия газов и окислительная теория Лавуазье повлекли за собой рационализацию химии. С этого времени изучение газов стало происходить исключительно на основе методов взвешивания, измерения объёма и давления.

## Исследования газов в начале XIX века

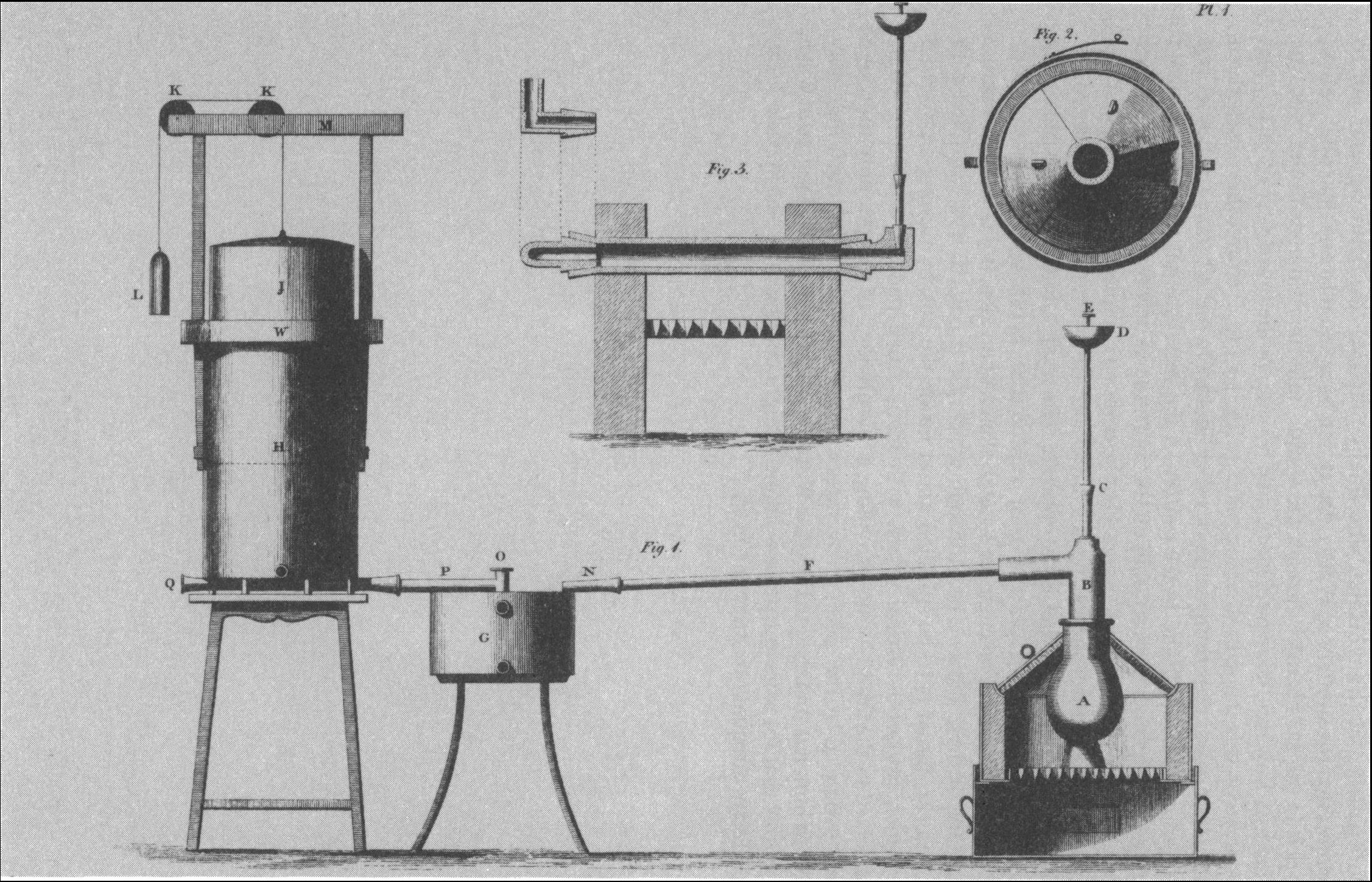
Аппарат Дж. Уатта и Т. Беддо для ингаляций и кондиционирования воздуха (1795)

Исследования действия газов (в особенности кислорода) на живые организмы, начатые Пристли и Шееле, породило хотя и кратковременное, но весьма любопытное модное увлечение, получившее название «пневматическая медицина». Доктор Томас Беддо увлёкся перспективой применения газов для лечения заболеваний, в частности туберкулёза, с помощью ингаляции газов; его идеи встретили весьма горячий отклик и всяческую помощь в обществе. В марте 1799 года по инициативе Беддо на средства меценатов под Бристолем создаётся Пневматический институт — научно-лечебное учреждение с лабораториями, больницей на 10 коек и поликлиническим отделением. В институте широко проводились испытания ингаляций кислорода, водорода, азота и некоторых недавно открытых углеводородов, создавались и испытывались первые ингаляторы, спирометры, баллоны для сжатых газов и т. д. Исследования Беддо и его коллег заложили основу современной респираторной терапии: впервые был применён с лечебной целью кислород; разработаны основы аэрозольной терапии; измерена общая ёмкость лёгких методом разведения водорода.

«Новые открытия в пневматике». Карикатура Дж. Гиллрея (1802), изображающая лекцию о закиси азота в Королевском институте: за демонстрационным столом лектор (Томас Юнг или Томас Гарнетт), который проводит эксперимент над, директором Королевского института, ему ассистирует Гэмфри Дэви (с мехами), у дверей стоит граф Румфорд.

В том же году свои работы по изучению газов начал приглашенный в Пневматический институт молодой химик Гемфри Дэви. Особое внимание Дэви уделил закиси азота. Наркотические свойства этого газа позволили Дэви ранее назвать его «веселящим» (laughing gas). В 1800 году Дэви описывает обезболивающее действие ингаляции закиси азота:

При прорезывании одного злосчастного зуба, называемого dentes sapientiae, я испытывал острое воспаление десны, сопровождающееся большой болью, которая одинаково мешала как отдыху, так и сознательной работе. Однажды, когда воспаление было чрезвычайно чувствительно, я вдохнул три большие дозы закиси азота. Боль совершенно исчезла после первых четырёх или пяти вдохов и неприятные ощущения на несколько минут сменились чувством удовольствия. Когда прежнее состояние сознания возвратилось, вместе с ним вернулось и состояние в органе, и мне даже показалось, что боль была сильнее после опыта, чем раньше"
— Цит. по 

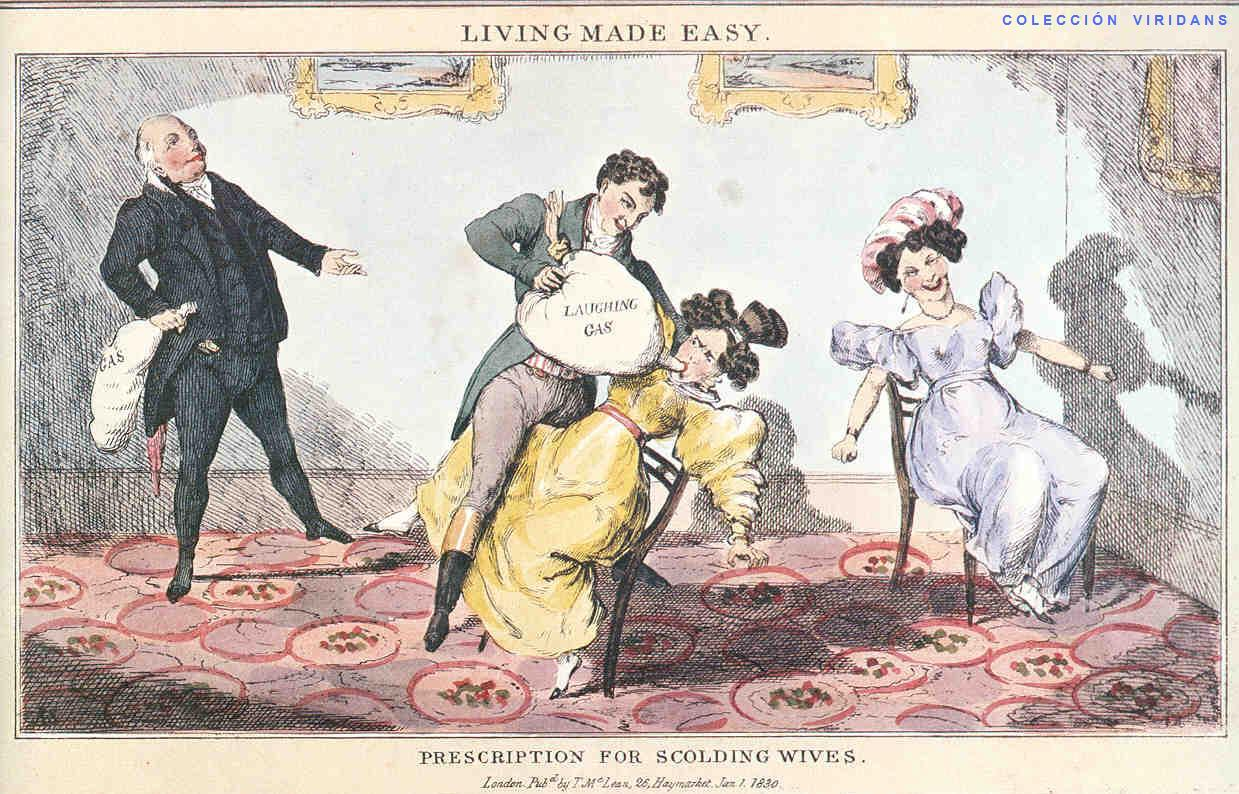
«Жизнь становится легче». Граф Румфорд и Г. Дэви демонстрируют действие «веселящего газа» на сварливых жён (карикатура нач. XIX века)

Большой заслугой Дэви за время работы в Пневматическом институте стала разработка методов очистки газов от ядовитых примесей. Дэви широко популяризировал свои открытия посредством публичных лекций в Королевском институте, созданного по инициативе Бенджамина Томпсона (графа Румфорда), Джозефа Банкса и Генри Кавендиша. По словам современника, «…люди первого ранга и таланта, из литературного общества и науки, практики и теоретики, „синие чулки“ и великосветские дамы, старые и молодые — все жадно наполняли аудиторию».
Интерес публики к ингаляциям «веселящего газа» был столь высок, что даже нашёл отражение в многочисленных памфлетах и карикатурах.
Общественный интерес к «пневматической медицине» быстро угас. Причиной тому было отсутствие какой-либо научной основы эмпирического применения газов при различных болезнях. Через некоторое время «пневматическая медицина» была объявлена шарлатанством и запрещена, Пневматический институт был закрыт уже в 1802 году.
Значительный вклад в изучение газов в этот период внесли Жозеф Луи Гей-Люссак и Джон Дальтон, начавшие в 1802 году независимые исследования упругости газов в зависимости от температуры, а также процессов парообразования. Гей-Люссак получил весьма точное значение коэффициента теплового расширения газов и установил, что это число одинаково для всех газов, несмотря на общепринятое мнение, что разные газы расширяются при нагревании различным образом (закон Гей-Люссака).

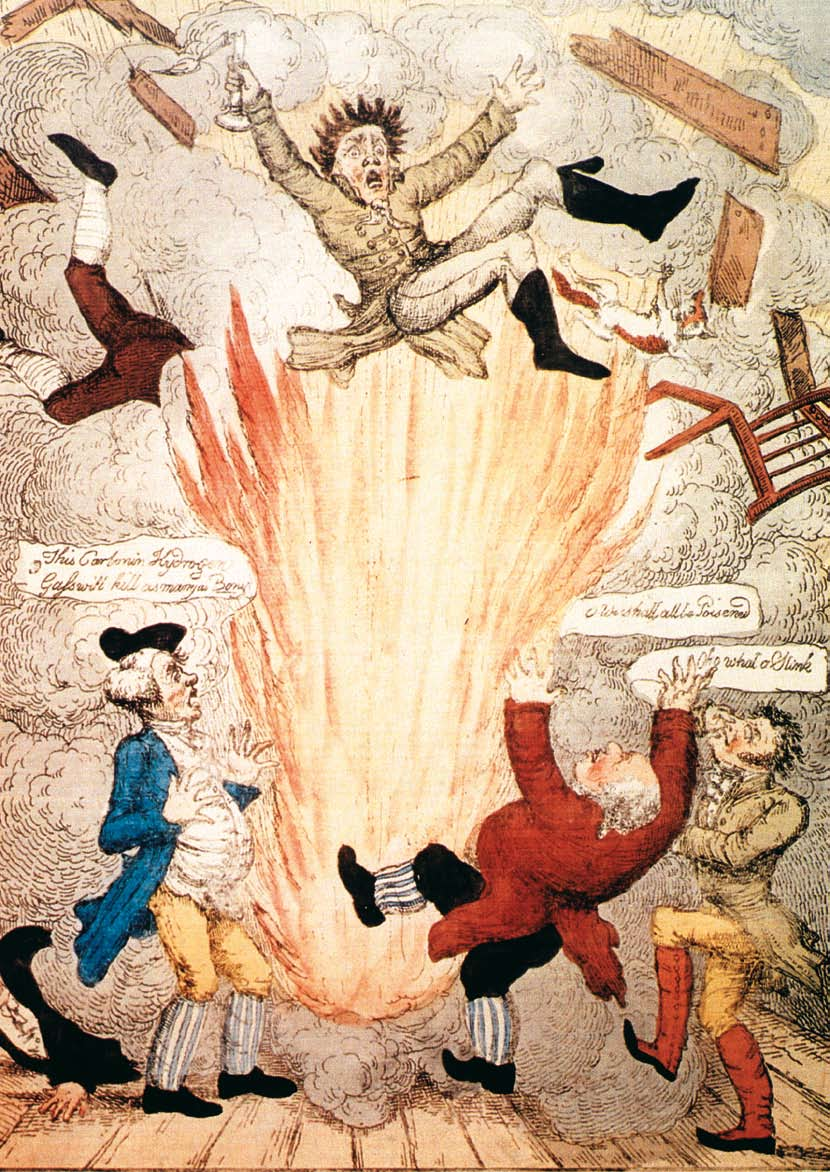
«Поразительный эффект светильного газа» (карикатура 1818 года)

В 1808 году Гей-Люссак опубликовал небольшую заметку «О взаимном соединении газообразных веществ», содержащую результаты первых количественных исследований реакций между газами. Выводы, сделанные в этой статье оказались настолько важными, что впоследствии получили название закона объёмных отношений. Гей-Люссак установил, что «газы, действуя друг на друга, соединяются в простых отношениях, например 1 к 1, 1 к 2 или 2 к 3». В те годы атомистическая теория делала только первые шаги, поэтому выводы Гей-Люссака были настоящим прорывом в области исследования структуры вещества. Гей-Люссак выяснил также, что это соотношение не меняется с температурой, вопреки общепринятым тогда представлениям, что количество элементарных частиц, составляющих газ, изменяется с температурой, причём в разных пропорциях для различных газов.
Результаты исследований Гей-Люссака легли в основу одного из важных основных положений химии, сформулированных в 1811 году Амедео Авогадро: «в равных объёмах различных газов, взятых при одинаковых температуре и давлении, содержится одно и то же число молекул».
Становление атомно-молекулярной теории положило конец периоду пневматической химии, ставшей частными разделами химии и физики.

## Значение периода пневматической химии
Развитие пневматической химии и аналитических исследований во второй половине XVIII века оказало существенное влияние на представление химиков об элементах. Факт существования несколько видов воздуха свидетельствовали об укреплении представления о них как о химически индивидуальных веществах, в том числе формировалась гипотеза о существовании различных неразложимых на какие-либо компоненты и не трансмутируемых друг в друга элементов, сочетание которых образует химические соединения и обусловливает их свойства.
Расширение объектов химического исследования во второй половине XVIII в. привело к открытию настолько большого количества самых разнообразных экспериментальных фактов, что они уже не могли быть систематизированы в рамках теории флогистона. Ведущую роль здесь сыграли возникновение химии газов и постановка вопроса о весовых соотношениях. Теоретическое переосмысление химической информации рядом выдающихся исследователей положило начало первой химической революции: замене теории флогистона кислородной концепцией горения, пересмотру принятой системы составов химических веществ, переосмыслению концепции химического элемента и формированию представлений о зависимости свойств веществ от их качественного и количественного состава.